# Cannibal (Lagoon)
Pour les articles homonymes, voir Cannibal.
Cannibal est un parcours de montagnes russes en métal situé dans le parc d'attractions Lagoon à Farmington, dans l'Utah. Ouvert le 2 juillet 2015, l'attraction de 22 millions de dollars est construite et conçue principalement en interne par le parc d'attractions. Elle dispose de l'inclinaison de chute la plus raide aux États-Unis, quatrième plus importante dans le monde, et détient le record de la chute au-delà de la verticale la plus haute.

## Conception
Près de 75 % de Cannibal est conçu et fabriqué en interne par le parc d'attractions Lagoon avec l'aide de plusieurs entreprises situées dans l'Utah. Le concepteur en chef est Dal Freeman. La plupart du temps, ce travail de conception est directement proposé par les constructeurs d'attraction qui possèdent des modèles de montagnes russes qu'ils peuvent modifier à la demande du client afin d'obtenir un produit sur mesure. L'option choisie par Lagoon pour le développement de cette attraction est rare dans l'industrie des parcs de loisirs. 
Cannibal possède une tour fermée de 63 mètres de haut dans laquelle le train fait son ascension avant de déboucher sur une chute de 116°. Le train passe ensuite dans un tunnel souterrain avant de faire quatre inversions dont un looping plongeant de 43 mètres de haut, un Immelmann et deux back-to-back heartline rolls. Les trains atteignent la vitesse maximum de 112,7 km/h atteignant les 4,2 g.
L'attraction nécessite plus de cinq ans d'études et deux ans de construction et de tests. L'attraction ouvre officiellement le 2 juillet 2015,.